# Matthew Haydock
Pour les articles homonymes, voir Haydock.
Matthew Haydock (né le 20 février 1986) est un coureur cycliste néo-zélandais, actif dans les années 2000.

## Palmarès sur route

### Par année
- 2003
  - 3e du championnat de Nouvelle-Zélande du contre-la-montre juniors
- 2004
  -  Champion de Nouvelle-Zélande du contre-la-montre juniors
- 2005
  - 2e du championnat de Nouvelle-Zélande du contre-la-montre espoirs
- 2006
  - 2e du championnat de Nouvelle-Zélande sur route espoirs
- 2007
  -  Champion de Nouvelle-Zélande sur route espoirs
  -  Champion de Nouvelle-Zélande du contre-la-montre espoirs
  - 2e de la REV Classic
- 2008
  - 3e du championnat de Nouvelle-Zélande du contre-la-montre espoirs

### Classements mondiaux
| Année            | 2006 | 2007 | 2008 |
| ---------------- | ---- | ---- | ---- |
| UCI Oceania Tour | 48e  | 33e  |      |
| UCI America Tour |      |      | 387e |

## Palmarès sur piste

### Jeux d'Océanie
- Melbourne 2004
  -  Médaillé d'or de la poursuite par équipes (avec Dayle Cheatley, Mike Northey et Joshua England)
  -  Médaillé d'or de la poursuite individuelle

### Championnats nationaux
- 2003
  - 2e du championnat de Nouvelle-Zélande de poursuite juniors
  - 3e du championnat de Nouvelle-Zélande du kilomètre juniors